# Днепровское (Смоленская область)
Днепровское — село в Новодугинском районе Смоленской области, административный центр Днепровского сельского поселения, входящего в состав района.

## География
Село расположено в северной части Смоленской области.
Находится в 22 км от автотрассы Р134 «Старая Смоленская дорога» (Зубцов — Вязьма) и в 18 км от села Нахимовское Холм-Жирковского района.

## История
В 1935—1958 центр Андреевского района, в 1958—1961 — центр Днепровского района Смоленской области.

## Население
| 2002 |
| ---- |
| 781  |